# Дахран
Дахра́н або Ез-Загра́н (араб. الظهران aẓ-Ẓahrān) — місто на сході Саудівської Аравії в провінції Еш-Шаркійя, неподалік від Перської затоки (8 кілометрів). У Дахрані живуть близько 11 300 осіб, з них 6 200 американців (в основному робітники та військовослужбовці). Всього в окрузі Дахран проживають до 97 446 чоловік (2004).
Місто з'єднане шосе з портами Ель-Хубар, Ед-Даммам, Рас-Таннура, Джубаїль, а також з державами Кувейт та Ірак. Дахран є центром нафторозробок. У місті розташований міжнародний аеропорт, а також військова та повітряна база США. Одною з освітніх установ є Нафтовий інститут.
У місті розташована штаб-квартира найбільшої в світі нафтової компанії Saudi Aramco.

## Клімат
Місто знаходиться у зоні, котра характеризується кліматом тропічних пустель. Найтепліший місяць — липень із середньою температурою 35.6 °C (96 °F). Найхолодніший місяць — січень, із середньою температурою 15 °С (59 °F).
| Клімат Дахрана          | Клімат Дахрана | Клімат Дахрана | Клімат Дахрана | Клімат Дахрана | Клімат Дахрана | Клімат Дахрана | Клімат Дахрана | Клімат Дахрана | Клімат Дахрана | Клімат Дахрана | Клімат Дахрана | Клімат Дахрана | Клімат Дахрана |
| Показник                | Січ.           | Лют.           | Бер.           | Квіт.          | Трав.          | Черв.          | Лип.           | Серп.          | Вер.           | Жовт.          | Лист.          | Груд.          | Рік            |
| Абсолютний максимум, °C | 28             | 36             | 37             | 42             | 47             | 47             | 47             | 47             | 46             | 42             | 36             | 30             | 47             |
| Середній максимум, °C   | 19             | 21             | 25             | 31             | 37             | 40             | 42             | 41             | 38             | 34             | 27             | 22             | 31             |
| Середня температура, °C | 15             | 16             | 20             | 25             | 31             | 34             | 35             | 35             | 32             | 28             | 22             | 17             | 26             |
| Середній мінімум, °C    | 10             | 11             | 15             | 20             | 24             | 27             | 28             | 28             | 25             | 21             | 17             | 12             | 20             |
| Абсолютний мінімум, °C  | 2              | 2              | 6              | 10             | 15             | 20             | 22             | 22             | 18             | 13             | 8              | 5              | 2              |
| Норма опадів, мм        | 20             | 10             | 10             | 10             | 10             | 10             | 10             | 10             | 10             | 10             | 10             | 10             | 130            |
| Днів з опадами          | 6              | 6              | 7              | 6              | 2              | 0              | 0              | 1              | 0              | 1              | 2              | 5              | 36             |
| Вологість повітря, %    | 70             | 65             | 55             | 45             | 35             | 35             | 35             | 45             | 50             | 60             | 65             | 70             | 52.5           |
| ----------------------- | -------------- | -------------- | -------------- | -------------- | -------------- | -------------- | -------------- | -------------- | -------------- | -------------- | -------------- | -------------- | -------------- |
| Джерело: Weatherbase    |                |                |                |                |                |                |                |                |                |                |                |                |                |